# Кратер (војсковођа)
Кратер (370. п. н. е. — 321. п. н. е.) био је македонски генерал Александра Великог. Кратер је убијен на почетку борби дијадоха за власт над Александровим царством.

## Биографија
У току Александрова похода на у Индију Кратер је био један од главних војних заповедника. Посебно се истакнуо у бици код Хидаспа 326. п. н. е..
324. п. н. е. предводио је око 9000 војних ветерана на повратку у Македонију.
Након Александрове смрти, 323. п. н. е., избио је у Грчкој устанак против Македонаца под вођством Атине. Кратер је стигао из Азије с војним појачањем у помоћ Антипатеру. Кратер и Антипатер су заједно победили Грке у бици код Кранона, 322. п. н. е.. Тиме је Ламијски рат завршен.
Под притиском осталих генерала Пердика, главни регент царства, пристао је поделити регентство са Кратером и Антипатером. Пердика је ипак остао врховни војни заповедник па се Кратер затим удружио с Антипатером, Антигоном, Птолемејем и Лизимахом против Пердике. У области Кападокија, 321. п. н. е., Кратера је поразио Еумен. Ту је и погинуо.